# George Hunter (cầu thủ bóng đá, sinh năm 1902)
George Hunter (sinh năm 1902) là một cầu thủ bóng đá chuyên nghiệp người Anh thi đấu ở vị trí tiền vệ cho Sunderland.